# Albert Gillis von Baumhauer

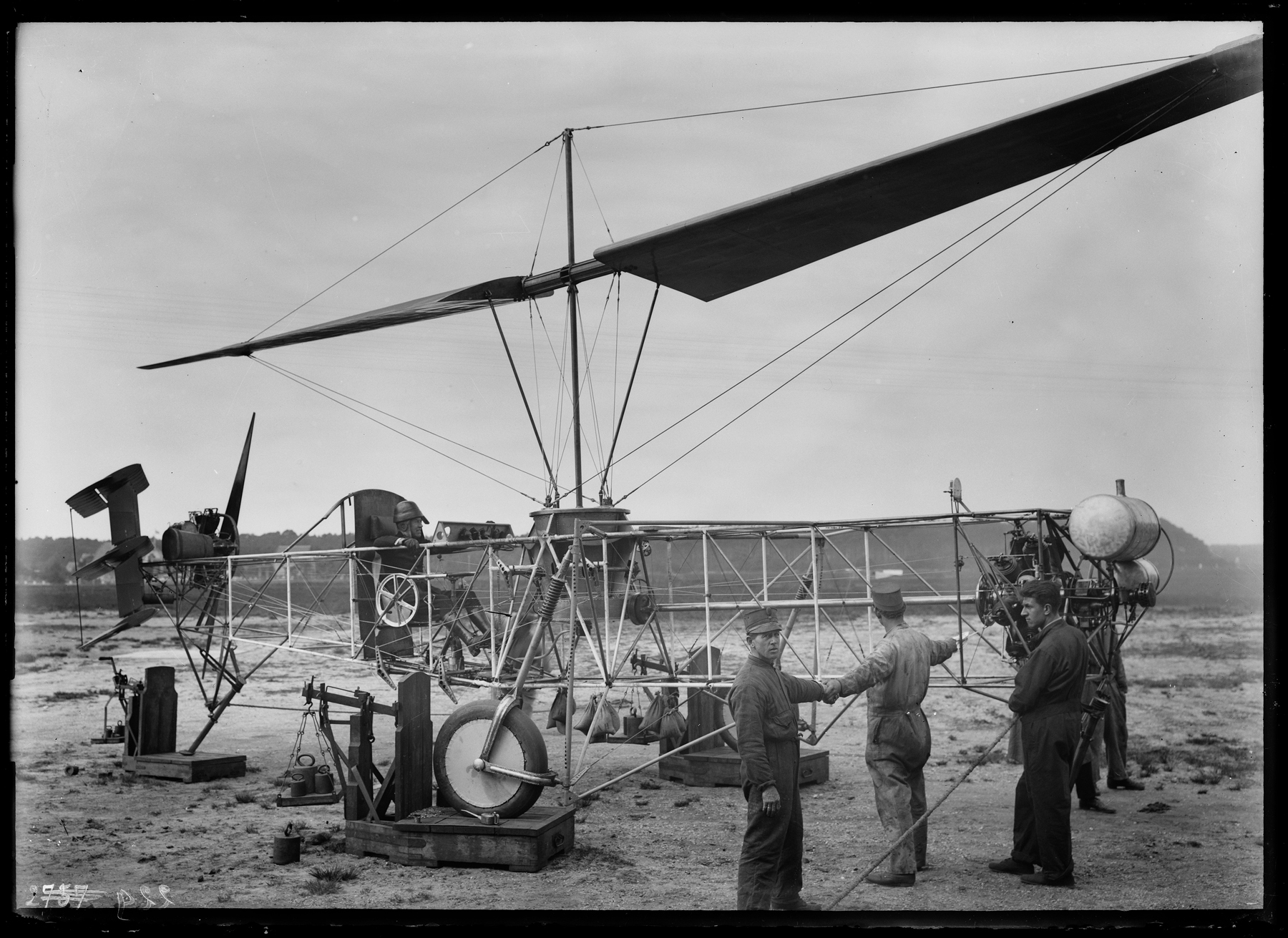
Erste Hubschrauberkonstruktion von Albert Gillis von Baumhauer mit dem Piloten Leutnant F.H. van Heyst in Soesterberg (1925)

Albert Gillis von Baumhauer (* 10. Oktober 1891 in Heerenveen; † 18. März 1939 in Alder, Washington, Vereinigte Staaten) war ein niederländischer Luftfahrtpionier. Er baute den ersten Hubschrauber in den Niederlanden. 1939 kam er bei einem Testflug mit einer Boeing in den USA ums Leben.

## Leben

### Werdegang
Albert Gillis von Baumhauer studierte zwischen 1910 und 1916 Maschinenbau an der TH Delft. Sein eigentliches Interesse galt jedoch der Luftfahrt. 1910 baute er gemeinsam mit Pieter Jacobus Six und dessen Bruder einen Doppeldecker, den sie in den Dünen bei Zandvoort steigen ließen, um den dort herrschenden starken Wind zu nutzen. Im selben Jahr baute er das Modell eines Hubschraubers mit zwei gegenläufigen Rotoren, das zwar flog, aber nicht stabil war. 1913 erhielt er in Juvisy-sur-Orge vom französischen Piloten Florentin Champel die Lufttaufe.
Nach seinem Studium in Delft studierte von Baumhauer Aerodynamik in Göttingen und an der ETH Zürich, wo er den Mathematiker und Luftfahrtexperten Ludwig Prandtl und Theodore von Kármán kennenlernte. Von Kármán hatte während des Ersten Weltkriegs gemeinsam mit Stephan Petróczy von Petrócz in Österreich-Ungarn einen Helikopter gebaut. Schon während seines Studiums arbeitete von Baumhauer im aerodynamischen Labor der Koninklijke Nederlandsche Vereeniging voor Luchtvaart. 1917 trat er in die  NV Automobiel- en Vliegtuigenfabriek Trompenburg in Amsterdam ein, Hersteller der Spyker-Flugzeuge und -Automobile. 1919 wurde er Chefkonstrukteur der Luftfahrtabteilung von Van Berkel’s Patent in Rotterdam und war verantwortlich für das Design des Van Berkel WB, eines großen Wasserflugzeugs für den Marine Luchtvaartdienst der königlichen Marine, bis das Unternehmen 1921 diesen Geschäftszweig schloss. Von Baumhauer ging daraufhin zum Rijksstudiedienst voor de Luchtvaart, dem Vorgänger des heutigen Nationaal Lucht- en Ruimtevaartlaboratoriums, und fungierte eine Zeitlang als dessen Vizepräsident. Er widmete sich Windkanaltests und veröffentlichte wissenschaftliche Publikationen zu verschiedenen Aspekten der Luftfahrt, insbesondere der Luftsicherheit.

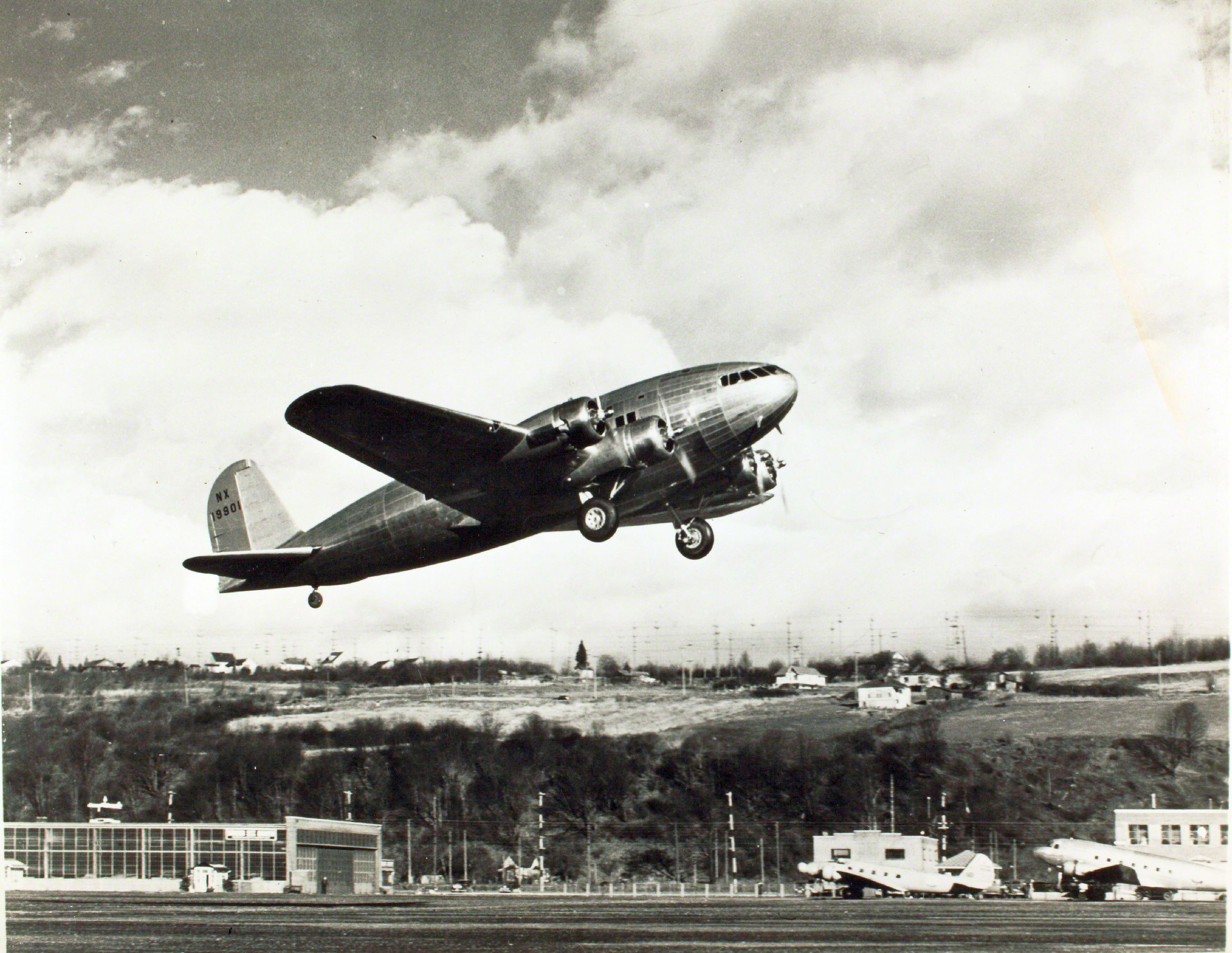
Der später abgestürzte Prototyp Boeing Model 307 Stratoliner (NX19901), an dessen Bord sich Albert Gillis von Baumhauer befand

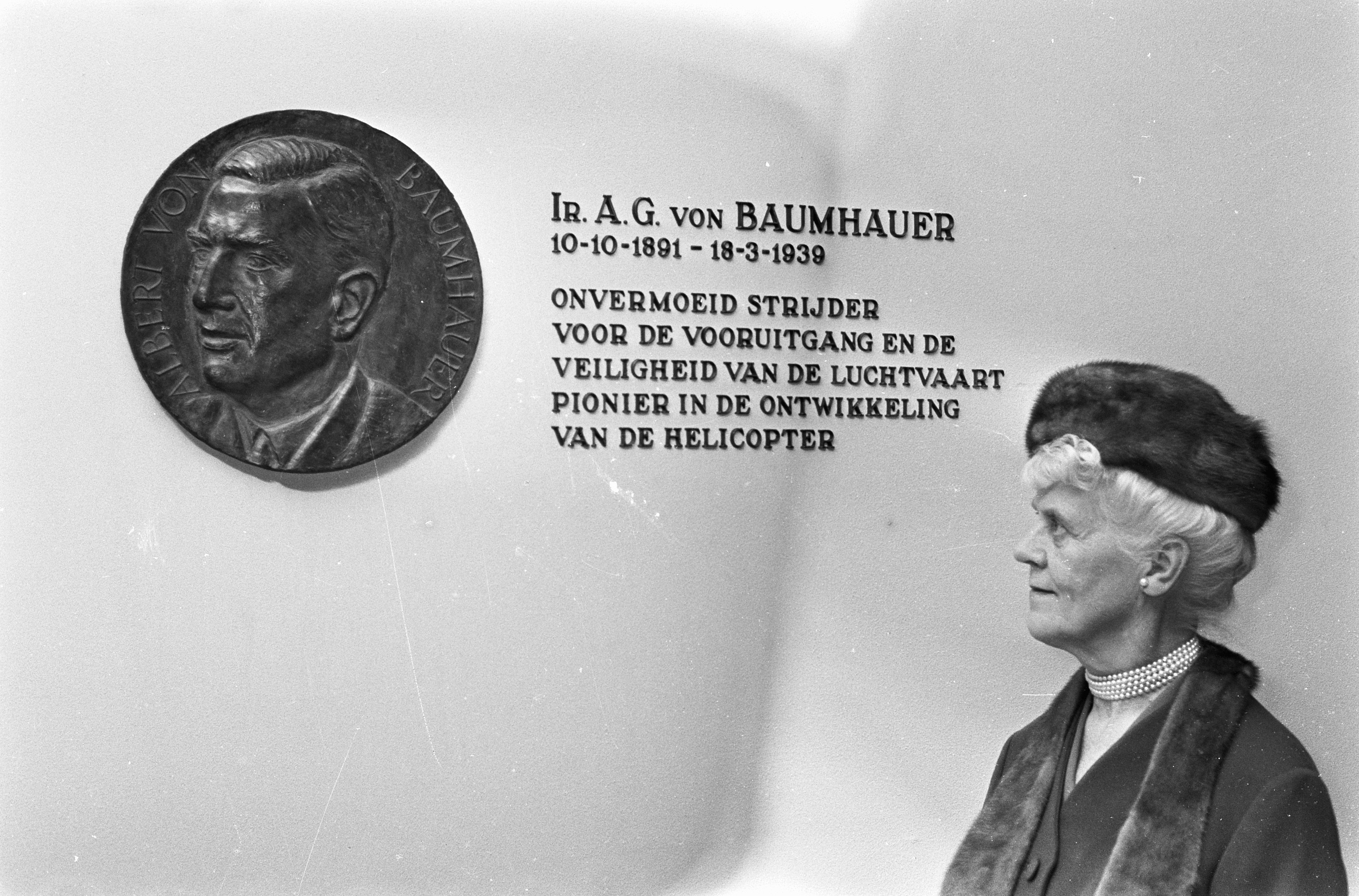
Enthüllung einer Gedächtnisplakette für Albert Gillis von Baumhauer im Amsterdamer Flughafen Schiphol, davor seine Ehefrau Hildegonda (1967)

1922 schrieb das britische Ministry of Aviation einen Wettbewerb für die Konstruktion von Hubschraubern aus. Diese sollten über einen vertikalen Aufstieg von 100 Metern Höhe verfügen, eine Fluggeschwindigkeit von 100 km/h erreichen und aus 100 Metern Höhe bei ausgeschaltetem Motor sicher landen können. Als Preis waren 50.000 £ ausgelobt. Der Wettbewerb lief bis zum 1. Mai 1925, später wurde er um ein Jahr verlängert. Von Baumhauer meldete sich im April 1924 zum Wettbewerb an und gründete zu diesem Zweck die Vereeniging De Eerste Nederlandsche Hélicoptère, deren Direktor Pieter Jacobus Six wurde. Der Hubschrauber, der bei Werkspoor in Amsterdam gebaut wurde, war im April 1925 fertig, und die ersten Flüge wurden im September 1925 von Leutnant Floris Albert van Heyst durchgeführt. Am 10. Februar 1926 gelang es van Heyst, die Maschine fünf Minuten lang einige Meter über dem Boden zu halten; der Höhenrekord für Hubschrauber lag damals bei fünf Metern. Für seine von ihm konstruierte Flugsteuerung erteilte das britische Ministerium von Baumhauer das Patent Nr. 265.272.
Wegen eines tödlichen Unfalls wurde der britische Wettbewerb schließlich abgesagt, aber die Flugversuche mit dem Hubschrauber von von Baumhauer wurden bis 1930 fortgesetzt. Verschiedene Verbesserungen wurden durchgeführt, doch erwies sich die Maschine weiterhin als nicht windbeständig. Am 28. August 1930 flog von Baumhauer selbst mit dem Helikopter; tags darauf stürzte er mit der Maschine ab, da der Gelenkbolzen von einem der Rotorblätter gebrochen war. Edouard von Baumhauer blieb unverletzt, doch der Hubschrauber wurde dabei komplett zerstört. Da dem Unternehmen mittlerweile das Geld ausgegangen war, wurde er nicht wieder aufgebaut. Von Baumhauer blieb jedoch bis an sein Lebensende an der Entwicklung von Hubschraubern interessiert.
Edouard von Baumhauer war auch in anderen Bereichen der Luftfahrt aktiv. 1920 besucht er die Rhön, damals ein Zentrum für Segelflieger. 1931 war er der erste Niederländer, der in einer Stunde die Strecke über den Dünen von Noordwijk nach Zandvoort und zurück in einem Segelflugzeug bewältigte. 1931 erhielt er seine Lizenz für Motorflug.
Im Jahr 1937 wurde von Baumhauer Ingenieur der Zivilluftfahrtabteilung des Ministerie van Verkeer en Waterstaat (später Rijksluchtvaartdienst), wo ihm die Inspektion neuer Flugzeugtypen oblag. Im März 1939 unternahm er eine Studienreise in die USA, wo er bei einem Unfall mit dem Prototyp der viermotorigen Boeing Model 307 Stratoliner in Alder, 100 Kilometer südlich von Seattle, im Bundesstaat Washington ums Leben kam. Der Flug war in Seattle gestartet, wohin das Flugzeug auch zurückkehren sollte. Bei einer folgenden Untersuchung wurde festgestellt, dass der Flugkapitän Julius Barr keine Erfahrung in Testflügen dieser Art hatte, ebenso nicht von Baumhauer, der neben diesem als Co-Pilot Platz genommen hatte. Bei diesem Unfall starben auch der Vizepräsident von KLM Pieter Guilonard, der Boeing-Chefingenieur Earl Ferguson, fünf weitere Mitarbeiter von Boeing sowie ein Vertreter von TWA. Albert Gillis von Baumhauers Leichnam wurde in die Niederlande überführt und in Haarlem bestattet.
Zum Zeitpunkt seines Todes stand von Baumhauers Ernennung zum Professor an der TH Delft an. Er war Fellow der Royal Aeronautical Society, korrespondierendes Mitglied der Deutschen Akademie für Luftfahrtforschung und Repräsentant der Niederlande im Daniel-Guggenheim-Fonds, der sich speziell der Luftfahrt widmete.

### Familie
Die Familie von Baumhauer stammte ursprünglich aus dem Raum Coesfeld und war seit dem 18. Jahrhundert in den Niederlanden als Kaufleute ansässig. Ein Vorfahre der Familie war der Monschauer Tuchfabrikant Bernhard Georg von Scheibler. Der Großvater von Albert Gillis von Baumhauer war der Chemiker Eduard Heinrich von Baumhauer (1820–1885), sein Bruder der Rechtsanwalt und Widerstandskämpfer gegen die deutsche Besetzung der Niederlande Edouard Henri von Baumhauer (1890–1950). Albert Gillis von Baumhauer heiratete 1919 Hildegonda Johanna Oldenhuis Gratama, dieser Ehe entstammten ein Sohn und zwei Töchter. Der Sohn Eduard Mari von Baumhauer (1920–1941) war wie sein Onkel im Widerstand aktiv und ertrank im Februar 1941 zusammen mit seinem Freund Arnold Cohen auf dem Weg nach England mit einem selbstgebauten Boot in der Nordsee. Während der Leichnam von Cohen verschollen blieb, wurde der von von Baumhauer im Juni 1941 in Texel angetrieben.